# Parafia św. Wojciecha BM w Zawierciu
Parafia Świętego Wojciecha BM – parafia rzymskokatolicka w Zawierciu, w dzielnicy Bzów. Należy do dekanatu Zawiercie – NMP Królowej Polski archidiecezji częstochowskiej. Została utworzona w 1988 roku. Kościół parafialny został wybudowany w latach 1989–1993, konsekrowany w 1993 roku.